# Santa Maria a Toro
Santa Maria a Toro is een plaats (frazione) in de Italiaanse gemeente San Nicola Manfredi.